# Bodenschneid
Bodenschneid là một ngọn núi 1.668 m trên mực nước biển thuộc các núi Schliersee trong dãy núi Mangfall.

## Vị trí
Nó nhô lên giữa Tegernsee, hồ Schliersee và Spitzingsee, và nằm ở phía nam huyện Miesbach (huyện) nằm ngay biên giới giữa các xã Rottach-Egern ở phía tây và xã Schliersee ở phía đông.
Bodenschneid là một sườn núi dài, rộng mở với những đoạn dốc về phía bắc. Ở phía tây bắc của đỉnh, một rặng núi có tên Peißenberg có các đỉnh ít được biết đến là Rinnerspitz, wasspitz và Rainerkopf. Khu vực đồng cỏ của Bodenalm trải dài ở phía nam của sườn núi.
Thập tự giá trên đỉnh núi là một trong những thánh giá lớn nhất ở Bayern. Đỉnh phía đông thấp hơn một chút (1.653 m) cũng được tô điểm bằng một cây thánh giá.
Khoảng 300 m dưới điểm cao nhất, về phía tây bắc, là Rettenböckalm  với Bodenschneidhaus một địa điểm trú ẩn của Câu lạc bộ Alpine của Đức có quán ăn mở cửa quanh năm.

## Leo núi
Có thể đi lên đỉnh từ ga xe lửa Fischhausen-Neuhaus ở bờ nam của Schlieree qua Bodenschneidhaus hoặc qua Freudenreichalm và Freudenreichsattel, hoặc khởi hành từ Spitzingsattel qua untere Firstalm (hoặc qua Suttenstein và sườn núi phía nam hoặc đi  quanh Krettenburg qua Nordsteig), hoặc từ Spitzingsattel qua obere Firstalm  và Nordsteig, từ khu vực Sutten (Moni-Alm) hoặc từ Enterrottach (ở phía đông nam của Tegernsee, đô thị Rottach-Egern). Đường đi lên ngắn nhất từ Stümpfling (ghế xe cáp từ Sutten và Spitzing) qua Suttenstein rồi qua sườn núi phía nam thoai thoải lên mất một tiếng rưỡi.
Vào mùa đông, nhiều người đi bộ bằng ski và người đi bộ với giầy tuyết từ Fischhausen qua Bodenschneidhaus, đây là đường đi lên bình thường cổ điển, đầu tiên là băng qua rất nhiều khu rừng để đến nhà trú ẩn và cuối cùng hơi khá dốc để đến đỉnh.

## Hình ảnh

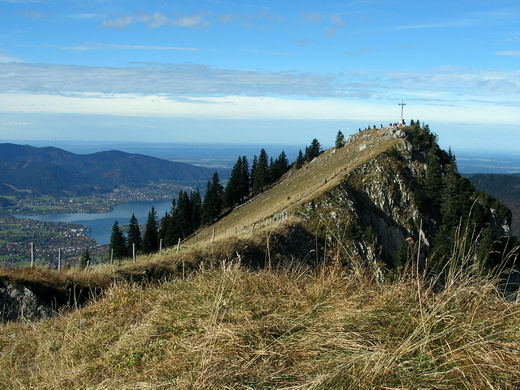
Đỉnh
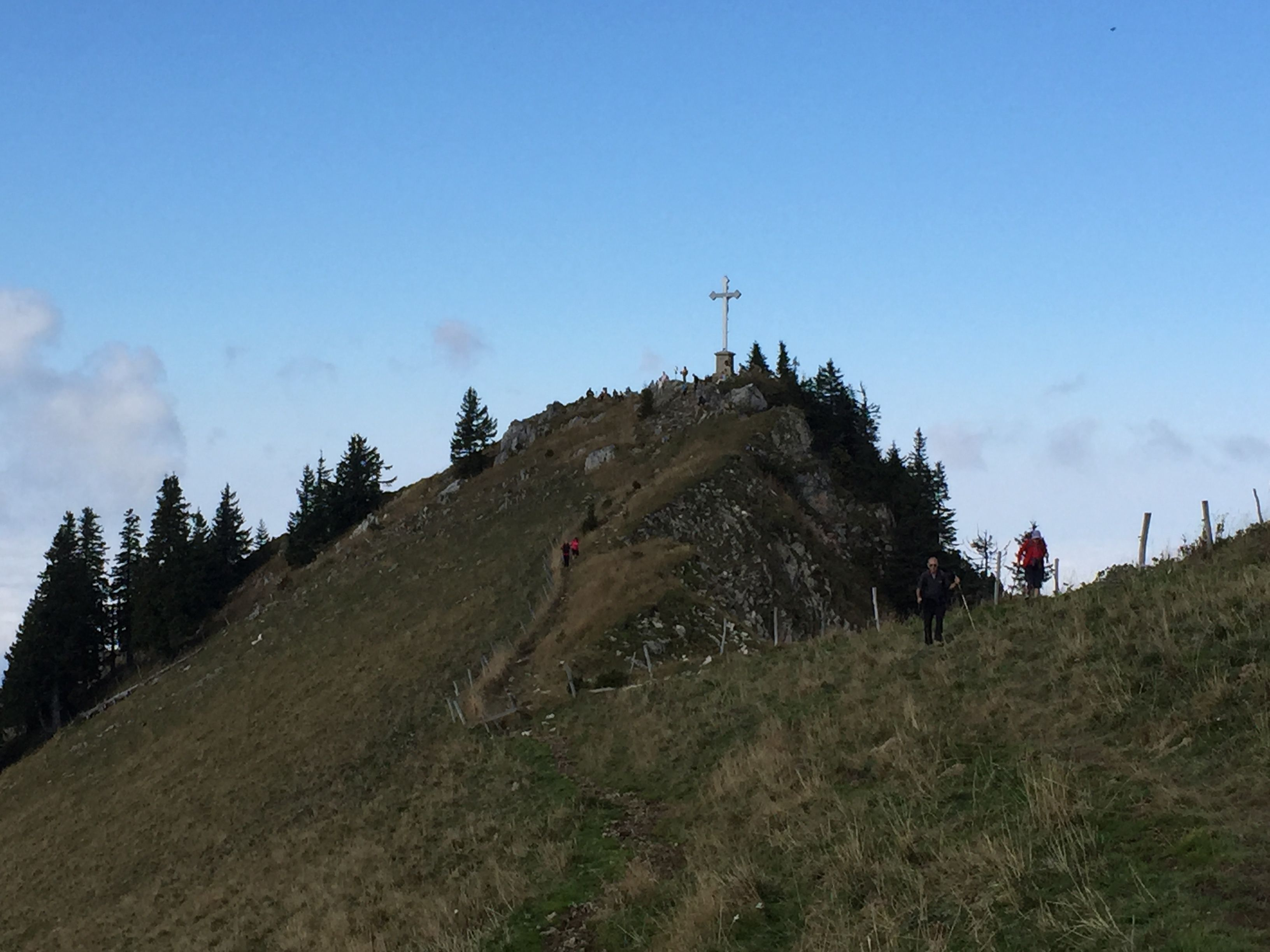
Bodenschneid với Thánh giá
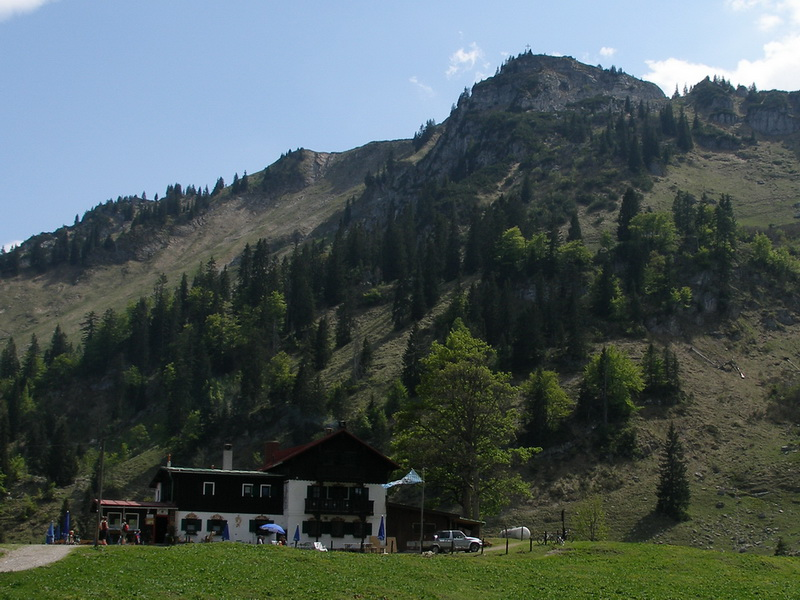
Bodenschneidhaus và đỉnh
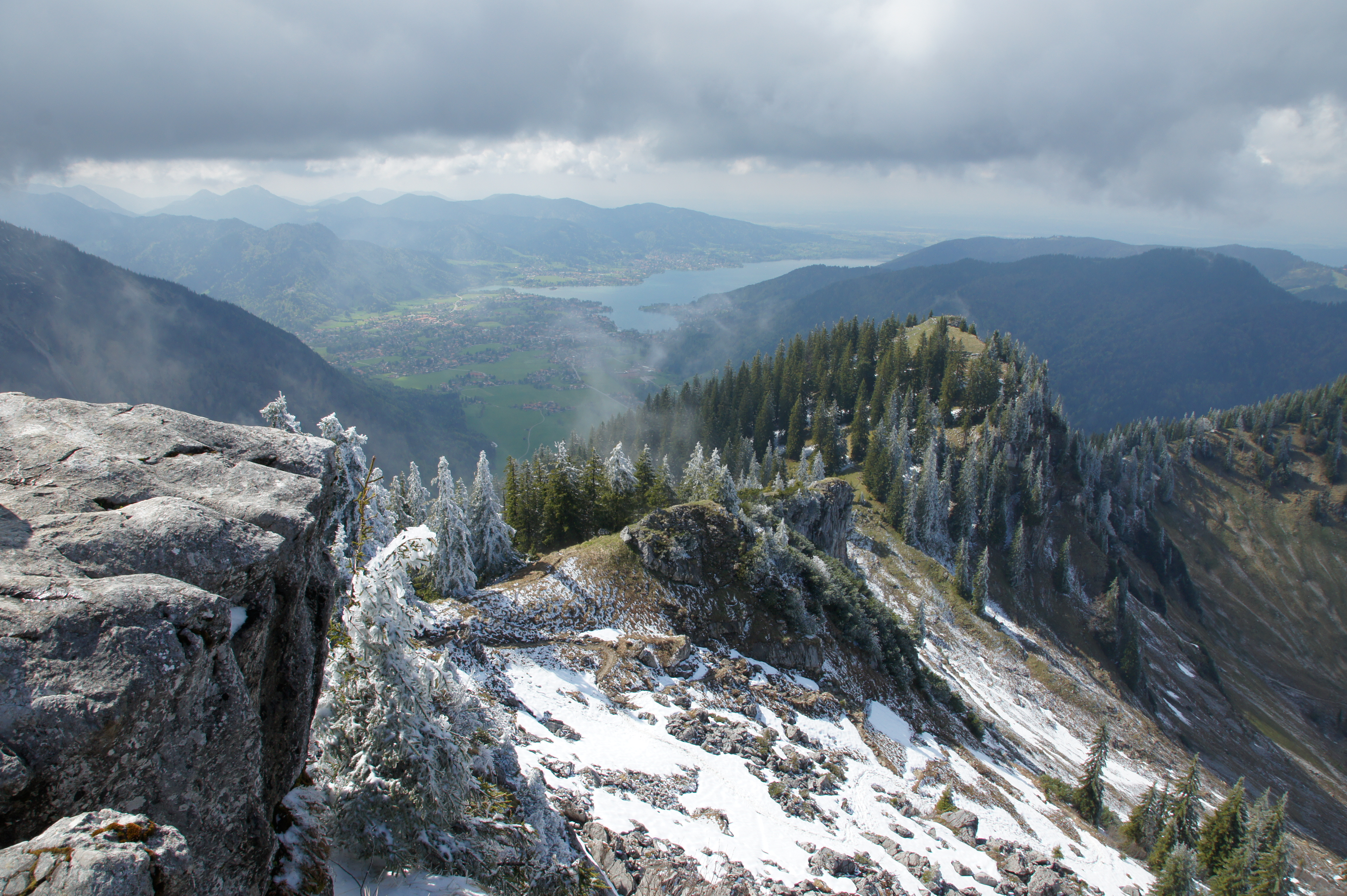
Từ Bodenschneid nhìn xuốngTegernsee vào mùa xuân